# Snoop Dogg's Father Hood
Snoop Dogg's Father Hood je američki televizijski reality show repera Snoop Dogga i njegove obitelji. Obitelj mu je žena Shante, kćer Cori i dva sina Corde i Cordell.

## Epizode
| #  | Naziv                                 | Objavljivanje      | Epizoda |
| -- | ------------------------------------- | ------------------ | ------- |
| 1  | "Downward Dogg"                       | 9. prosinca 2007.  | 101     |
| 2  | "Snoop It Like Beckham"               | 16. prosinca 2007. | 102     |
| 3  | "New York Ain't Always Like it Seems" | 23. prosinca 2007. | 103     |
| 4  | "The Doggs and the Bees"              | 30. prosinca 2007. | 104     |
| 5  | "For Schnitzle"                       | 6. siječnja 2008.  | 105     |
| 6  | "The Dogg Whisperer"                  | 13. siječnja 2008. | 106     |
| 7  | "Snow In Tha Hood"                    | 20. siječnja 2008. | 107     |
| 8  | "Long Way From Long Beach"            | 10. veljače 2008.  | 108     |
| 9  | "Who'z Tha Boss"                      | 17. veljače 2008.  | 109     |
| 10 | "Vows"                                | 2. ožujka 2008.    | 110     |

## Vanjske poveznice
- Snoop Dogg's Father Hood na Internet Movie Databaseu